# Famine en Afrique
La famine en Afrique représente une crise humanitaire importante touchant des millions d'individus. Les populations sont plongées dans une situation de malnutrition sévère dont les conséquences sont désastreuses pour leur santé et leur survie. 

## Contexte
La famine en Afrique atteint des niveaux records, touchant environ 163 millions de personnes, un chiffre qui a presque triplé en cinq ans. Cette crise est principalement alimentée par les conflits, qui affectent 80% des personnes en situation d'insécurité alimentaire accrue. Les principales régions de l'Afrique les plus touchées restent surtout le l'Est, l'Ouest et la partie Centrale, où plus de 22 millions de personnes sont en situation de crise alimentaire,. Le conflit au Soudan du Sud, en particulier, a des conséquences désastreuses, avec plus de la moitié de la population confrontée à l'insécurité alimentaire sévère,. Les parties en guerre sont accusées d'utiliser l'accès à la nourriture comme une arme, empêchant l'aide internationale d'atteindre les personnes dans le besoin. De plus, les inondations et les épidémies de Choléra aggravent la situation humanitaire. Par ailleurs, les effets persistants de la pandémie, l'invasion de l'Ukraine par la Russie, les menaces de piraterie et les chocs climatiques contribuent à limiter la disponibilité des aliments et à augmenter leurs prix.

## Causes
La famine en Afrique est causée par une multitude de facteurs étroitement liés, notamment les conflits, les crises alimentaires, les inégalités et les catastrophes climatiques,. Le changement climatique est un facteur majeur, se manifestant par des sécheresses extrêmes et des inondations dévastatrices. Ces événements climatiques, accentués par les phénomènes La Niña et El Niño, détruisent les récoltes et déciment le bétail, principale source de revenus et de subsistance pour de nombreuses communautés pastorales. En parallèle, les conflits récurrents et l'instabilité dans la région perturbent les systèmes de production et de distribution alimentaires, forçant les populations à se déplacer et à abandonner leurs terres. La crise économique et l'inflation intensifient la situation, rendant les denrées alimentaires de base inabordables pour les plus vulnérables. 

## Bilan
La famine est une crise humanitaire complexe dont les conséquences sont dévastatrices, entraînant une insécurité alimentaire aiguë, une malnutrition sévère et une mortalité accrue, particulièrement chez les enfants. 

## Actions palliatives
Pour lutter contre la faim dans plusieurs pays d'Afrique, certaines associations collaborent avec les familles et les communautés pour un traitement rapide des enfants, sensibiliser à la prévention de la malnutrition et mettre en place des programmes de sécurité alimentaire et de moyens de subsistance pour améliorer l'accès à la nourriture et aux revenus. Elle soutiennent également les petits agriculteurs en les formant à des techniques agricoles durables pour accroître leur production et leur commercialisation.